# Canton de la Sologne
Le canton de la Sologne est une circonscription électorale française du département de Loir-et-Cher.

## Histoire
Un nouveau découpage territorial de Loir-et-Cher entre en vigueur à l'occasion des élections départementales de 2015. Il est défini par le décret du 21 février 2014, en application des lois du 17 mai 2013 (loi organique 2013-402 et loi 2013-403). Les conseillers départementaux sont, à compter de ces élections, élus au scrutin majoritaire binominal mixte. Les électeurs de chaque canton élisent au Conseil départemental, nouvelle appellation du Conseil général, deux membres de sexe différent, qui se présentent en binôme de candidats. Les conseillers départementaux sont élus pour 6 ans au scrutin binominal majoritaire à deux tours, l'accès au second tour nécessitant 12,5 % des inscrits au 1er tour. En outre la totalité des conseillers départementaux est renouvelée. Ce nouveau mode de scrutin nécessite un redécoupage des cantons dont le nombre est divisé par deux avec arrondi à l'unité impaire supérieure si ce nombre n'est pas entier impair, assorti de conditions de seuils minimaux. Dans le Loir-et-Cher, le nombre de cantons passe ainsi de 30 à 15.
Le canton de la Sologne est formé de communes des anciens cantons de Lamotte-Beuvron (7 communes) et de Salbris (7 communes). Il est entièrement inclus dans l'arrondissement de Romorantin-Lanthenay. Le bureau centralisateur est situé à Salbris.

## Représentation
| Période élective | Période élective | Mandat | Mandat   | Identité          | Nuance | Nuance | Qualité |
| ---------------- | ---------------- | ------ | -------- | ----------------- | ------ | ------ | --- |
| 2015             | 2021             | 2015   | 2021     | Pascal Bioulac    |        | LR     | Maire de Lamotte-Beuvron Vice-Président du Conseil départemental chargé des sécurités, de l'agriculture et des grands projets |
| 2015             | 2021             | 2015   | 2021     | Isabelle Gasselin |        | LR     | Maire de La Ferté-Imbault Vice-Présidente du Conseil départemental, chargée des collèges                                      |
| 2021             | 2028             | 2021   | en cours | Pascal Bioulac    |        | HOR    | Conseiller sortant |
| 2021             | 2028             | 2021   | en cours | Agnès Thibault    |        | DVD    | Maire de Marcilly-en-Gault, ancienne conseillère générale du canton de Salbris                                                |

### Résultats détaillés

#### Élections de mars 2015
À l'issue du 1er tour des élections départementales de 2015, trois binômes sont en ballottage : Pascal Bioulac et Isabelle Gasselin (Union de la Droite, 39,21 %), Pascal Goubert De Cauville et Agnès Thibault (DVD, 26,67 %) et Jean Bernard et Isabelle Chartier (FN, 25,04 %). Le taux de participation est de 53,87 % (9 498 votants sur 17 631 inscrits) contre 53,42 % au niveau départemental et 50,17 % au niveau national.
Au second tour, Pascal Bioulac et Isabelle Gasselin (Union de la Droite) sont élus avec 42,48 % des suffrages exprimés et un taux de participation de 54,41 % (3 877 voix pour 9 593 votants et 17 631 inscrits).

#### Élections de juin 2021
Le premier tour des élections départementales de 2021 est marqué par un très faible taux de participation (33,26 % au niveau national). Dans le canton de la Sologne, ce taux de participation est de 36,64 % (6 209 votants sur 16 947 inscrits) contre 35,86 % au niveau départemental. À l'issue de ce premier tour, deux binômes sont en ballottage : Pascal Bioulac et Agnès Thibault (DVD, 62,81 %) et Philippe Bobe et Jocelyne Leroy (RN, 19,28 %).
Le second tour des élections est marqué une nouvelle fois par une abstention massive équivalente au premier tour. Les taux de participation sont de 34,36 % au niveau national, 35,81 % dans le département et 36,53 % dans le canton de la Sologne. Pascal Bioulac et Agnès Thibault (DVD) sont élus avec 79,22 % des suffrages exprimés (4 486 voix pour 6 190 votants et 16 947 inscrits),,.

## Composition
Le canton de la Sologne comprend quatorze communes.
| Nom                             | Code Insee | Intercommunalité              | Superficie (km2) | Population (dernière pop. légale) | Densité (hab./km2) | Modifier                                    |
| ------------------------------- | ---------- | ----------------------------- | ---------------- | --------------------------------- | ------------------ | ------------------------------------------- |
| Salbris (bureau centralisateur) | 41232      | CC de la Sologne des Rivières | 106,61           | 4 880 (2022)                      | 46                 | modifier les données · modifier les données |
| Chaon                           | 41036      | CC Cœur de Sologne            | 31,85            | 440 (2022)                        | 14                 | modifier les données · modifier les données |
| Chaumont-sur-Tharonne           | 41046      | CC Cœur de Sologne            | 78,33            | 1 045 (2022)                      | 13                 | modifier les données · modifier les données |
| La Ferté-Imbault                | 41084      | CC de la Sologne des Rivières | 50,02            | 951 (2022)                        | 19                 | modifier les données · modifier les données |
| Lamotte-Beuvron                 | 41106      | CC Cœur de Sologne            | 23,34            | 4 519 (2022)                      | 194                | modifier les données · modifier les données |
| Marcilly-en-Gault               | 41125      | CC de la Sologne des Étangs   | 50,31            | 742 (2022)                        | 15                 | modifier les données · modifier les données |
| Nouan-le-Fuzelier               | 41161      | CC Cœur de Sologne            | 85,49            | 2 293 (2022)                      | 27                 | modifier les données · modifier les données |
| Pierrefitte-sur-Sauldre         | 41176      | CC de la Sologne des Rivières | 74,96            | 752 (2022)                        | 10                 | modifier les données · modifier les données |
| Saint-Viâtre                    | 41231      | CC de la Sologne des Étangs   | 89,79            | 1 185 (2022)                      | 13                 | modifier les données · modifier les données |
| Selles-Saint-Denis              | 41241      | CC de la Sologne des Rivières | 50,98            | 1 340 (2022)                      | 26                 | modifier les données · modifier les données |
| Souesmes                        | 41249      | CC de la Sologne des Rivières | 99,50            | 1 013 (2022)                      | 10                 | modifier les données · modifier les données |
| Souvigny-en-Sologne             | 41251      | CC Cœur de Sologne            | 41,55            | 509 (2022)                        | 12                 | modifier les données · modifier les données |
| Vouzon                          | 41296      | CC Cœur de Sologne            | 78,25            | 1 424 (2022)                      | 18                 | modifier les données · modifier les données |
| Yvoy-le-Marron                  | 41297      | CC de la Sologne des Étangs   | 48,92            | 757 (2022)                        | 15                 | modifier les données · modifier les données |
| Canton de la Sologne            | 4113       |                               | 909,90           | 21 850 (2022)                     | 24                 | modifier les données                        |

## Démographie
En 2022, le canton comptait 21 850 habitants, en évolution de −4,06 % par rapport à 2016 (Loir-et-Cher : −1,15 %, France hors Mayotte : +2,11 %).
| 2013   | 2018   | 2022   |
| ------ | ------ | ------ |
| 23 134 | 22 404 | 21 850 |